# روبرت ريلي
روبرت ر. ريلي (مواليد 31 تشرين الأول 1946 م) هو كاتب ومدير تنفيذي لمركز أبحاث ودبلوماسي سابق. نشر مقالات حول السياسة الخارجية الأمريكية و"حرب الأفكار". يُعرف ريلي أيضًا كناقد موسيقى كلاسيكية، وقد كتب لمجلات مثل هاي فيدلتي و ميوزكال أمريكا و شوان/أوبسو أمريكان ريكورد جايد.[بحاجة لمصدر] في كانون الأول 2020 م، عُين ريلي مديرًا لإذاعة صوت أمريكا وأُزيل من هذا المنصب في كانون الثاني 2021 م بعد فترة وجيزة من تنصيب الرئيس بايدن.

## الحياة المهنية
من عام 1968 إلى عام 1970، خدم ريلي كقائد فصيلة دبابات (ملازم أول) في فوج الفرسان المدرع 1/18 في فورت لويس في واشنطن. عمل في القطاع الخاص من عام 1977 إلى عام 1981 م، ولمؤسسة التراث (1981، 1989) ووكالة المعلومات الأمريكية (1981-1983) ومساعدًا خاصًا للرئيس رونالد ريغان خلال فترة ولايته الأولى (1983-1985). كان مستشارًا أول للدبلوماسية العامة في السفارة الأمريكية في برن في سويسرا (1985-1988). أنتج واستضاف برنامجًا حواريًا أسبوعيًا حول السياسة الخارجية بعنوان على الخط (On the Line) لإذاعة صوت أمريكا وشبكة وورلد نت التلفازية (1990-2001)، وكان مديرًا لإذاعة صوت أمريكا (في 2001-2002 ثم في 2020-2021).
عمل كمستشار أول لاستراتيجية المعلومات في مكتب وزير الدفاع خلال الفترة من 2002 إلى 2006 وكمستشار أول لوزارة الإعلام العراقية أثناء حرب العراق في عام 2003 م. في عام 2007 كان أستاذًا مساعدًا للاتصالات الاستراتيجية، في كلية التعليم التنفيذي للأمن الوطني، في جامعة الدفاع الوطني.
نشر ريلي عام 2010 م كتاب "إغلاق العقل المسلم"، الصادر عن معهد الدراسات الجامعية. في محاولة لفهم الحالة الإسلامية الحالية.
لقد أدان مرارًا وتكرارًا المثلية الجنسية وزواج المثليين، وكتب كتابا في عام 2014، بعنوان "جعل المثلية الجنسية مقبولة: كيف يغير تبرير السلوك المثلي كل شيء".
وهو مدير معهد وستمنستر، وهي منظمة بحثية محافظة تأسست في فيرجينيا عام 2009 م. وهو زميل أول سابق في مجلس السياسة الخارجية الأمريكية.
في 9 كانون الأول 2020 م، عيّن مايكل باك مدير وكالة الولايات المتحدة للإعلام العالمي ريلي مديرًا لإذاعة صوت أميركا. أُقيل ريلي من منصبه كمدير لإذاعة صوت أميركا في 21 كانون الثاني 2021، بعد وقت قصير من تنصيب الرئيس جو بايدن.

## المنشورات
- العدالة والحرب في العصر النووي، "طبيعة الصراع اليوم"، مطبعة جامعة أمريكا، 1983.
- السلام في العصر النووي، "بالتناسب مع ماذا؟ المشكلة مع الرعاية الرعوية"، مطبعة الجامعة الكاثوليكية، 1986.
- الحرب السياسية: الخطر الحقيقي (Der Politische Krieg: Die Reale Gefahr)، الاستراتيجية العالمية السوفيتية، معهد أوست، سويسرا، 1986.
- الأوراق الفيدرالية الجديدة (E Pluribus Unum)، مطبعة الجامعة الأمريكية، 1989.
- سقوط الجدار، محرر، دار نشر CLEB، 1990.
- نحن نؤمن بهذه الحقائق، "الحقائق التي يؤمنون بها"، مطبعة جامعة فرانسيسكان، 1991.
- الخيال الكاثوليكي، "موسيقى الأجرام السماوية"، مطبعة سانت أوغسطين 2003.
- مندهش من الجمال: دليل المستمع لاستعادة الموسيقى الحديثة، طبعة منقحة وموسعة، مطبعة إغناطيوس[الإنجليزية] 2016.
- جذور الفكر الإسلامي، ورقة إحاطية صادرة عن مركز أبحاث ودراسات السلام، لندن، 2006.
- التأثير الاستراتيجي، مطبعة معهد السياسة الدولية، 2007.
- إغلاق العقل المسلم، دار كتب ISI، 2010
- خوض الحرب الأيديولوجية: استراتيجيات لهزيمة القاعدة (الدبلوماسية العامة في عصر الإرهاب العالمي: دروس من الماضي)، مؤتمر معهد وستمنستر، 25 مايو/أيار 2011
- عمليات المعلومات: النجاحات والإخفاقات، معهد وستمنستر، 2013
- جعل المثلية الجنسية مقبولة: كيف يؤدي تبرير السلوك المثلي الجنسي إلى تغيير كل شيء، مطبعة إغناطيوس[الإنجليزية]، 2014.

## الحالة الإسلامية

### التشخيص
وصف عدد من الباحثين، من بينهم الباحث البريطاني من أصول عربية عبد الخالق حسين، المفكر روبرت ريلي بأنه خبير يمتلك فهمًا عميقًا للعقل العربي والإسلامي على وجه الخصوص. ويذهب ريلي في تحليله إلى أن جذور الإرهاب الإسلامي المعاصر ليست ظاهرة جديدة، ولا تُعزى إلى أسباب اجتماعية كالفقر أو التهميش، بل تعود إلى خلل بنيوي في العقل المسلم، ناتج عن سلسلة من التحولات الفكرية التي طرأت على الإسلام منذ القرن التاسع الميلادي، وقد تراكمت هذه التحولات حتى أفرزت الوضع الراهن بشكل يكاد يكون حتميًا.
لذلك، يتتبع ريلي جذور هذا الخلل منذ بدايات الإسلام، مع تركيز خاص على التحولات الفكرية التي شهدها العصر العباسي. وفي هذا السياق، يختلف ريلي مع باحثين آخرين مثل جورج صليبا، الذي يرى أن أسباب التراجع الإسلامي ليست عقلية بل اقتصادية. فصليبا يُرجع الانحدار إلى تحوّل طرق التجارة من الشرق إلى الغرب، واكتشاف الأمريكيتين، مما أدى إلى تراجع الموارد المالية وانخفاض الاستثمارات في التعليم، وهو ما أدى بدوره إلى أفول تدريجي للحضارة الإسلامية مدفوعًا بالاقتصاد، مستدلًا بوجود علماء مسلمين بارزين في مجالات الفلك والرياضيات والعلوم حتى أواخر القرن السادس عشر الميلادي.
غير أن ريلي يرى أن هذه العوامل الاقتصادية ليست سوى عوامل ثانوية، ويُعزز وجهة نظره بالإشارة إلى أن العلماء المتأخرين – مثل الشيخ البهائي في مجال الفلك – كانوا في الغالب منتمين إلى طوائف إسلامية مغايرة، كالشيعة، أو من بيئات أقل خضوعًا للأيديولوجيا السائدة التي أضعفت العقل النقدي.
وفي مقدمة كتابه "إغلاق العقل المسلم"، يوضح ريلي أن موضوع دراسته يتمثل في واحدة من أعظم الدراما الفكرية في التاريخ البشري، والتي كان مسرحها عقل المسلم ذاته. يشير إلى أن فئة من الفقهاء المسلمين الأوائل قد أطلقت ثورة عقلية في بدايات الإسلام، بلغت أوجها عندما انفتحوا على الفلسفات الأجنبية، بدءًا من الثقافة الفارسية، ثم الفلسفة اليونانية، خاصة في عهد الخليفة العباسي المأمون. ويصف هذه المرحلة بعملية "الهيلَنة" (Helenization) للإسلام، أي إدماج الفلسفة اليونانية – وبالأخص فلسفة أرسطو – في البنية الفكرية الإسلامية، كما حدث سابقًا مع المسيحية في أوروبا.

### المنعطف الأول للتطرف في الإسلام
نشر ريلي عام 2010 م كتاب "إغلاق العقل المسلم"، الصادر عن معهد الدراسات الجامعية. يربط في الكتاب بين تراجع مدرسة المعتزلة اللاهوتية "العقلانية" وصعود فكرة تقديس النصوص حتى على حساب العقل وصعود الأشاعرة، التي أصبحت فيما بعد التيار السائد في الفقه السني، في القرن العاشر الميلادي. يجادل المؤلف بأن القبول الواسع لمدرسة الأشعرية في العالم الإسلامي أدى إلى "انتحار إسلامي فكري كان بذرة الفكر السلفي" وأنه كان السبب الرئيس لنهاية العصر الذهبي الإسلامي وانحدار الحضارة الإسلامية، مما حوّل المجتمع الإسلامي إلى "ثقافة مختلة وظيفيًا قائمة على لاهوت مشوه" غارق في الحتمية والمناسبة والقدرية (الجبرية) في نهاية المطاف. وقد رأى أن الإسلام كان أنسب دين عالمي، وأن نقطة التحول في الفهم الإسلامي بدأت مع خروج أحمد بن حنبل من السجن، واصطفاف الخليفة المتوكل معه ومع نشر الدولة لأفكاره وعقيدته. على الرغم من إشادة البعض بالكتاب إلا أن البعض مثل فرانك جريفيل قد وصف الكتاب في مراجعته بأنه "أدب حرب"، و"رد كاثوليكي على اللاهوت الإسلامي الأشعري"، وأعرب عن أسفه لأن ريلي يبني معادلة غير مناسبة بين الأشعرية والجهادية المعاصرة، في حين أن معظم الجهاديين في الواقع يتبعون السلفية ومدرستها اللاهوتية "التقليدية" الأكثر تقييدًا والتي تعادي الأشعرية وتُقدس بصورة أكبر ابن تيمية. وقد ردّ نقاد آخرون أن هذا الفكر هو البذرة وسيتطور لاحقًا مع شخصيات ابن تيمية، ويبلغ ذروته مع محمد بن عبد الوهاب؛ وسيُبدأ التنظير له بصورة كبيرة في القرن 20 مع انتشار الفكر السلفي القادم من السعودية؛ والذي سيؤثر في كتابات سيد قطب، وأبو الأعلى المودودي.

### الآثار
يحاول الكاتب في أعماله عن الحالة الإسلامية الإجابة عن أربعة أسئلة محورية تتعلق بأسباب تخلّف العالم الإسلامي مقارنة بالحضارات الأخرى، خاصة الحضارة الغربية، والسبل الممكنة للنهوض من هذا الواقع. وتتلخص هذه الأسئلة والإجابات التي يطرحها فيما يلي:

#### 1. لماذا لم يشهد العالم الإسلامي نهضة شبيهة بنهضة العالم المسيحي؟
يرى الكاتب أن السبب الرئيس هو تعطيل دور العقل في العالم الإسلامي. فالإنسان بطبيعته يمتلك فضولًا فطريًا يدفعه نحو المعرفة، واكتشاف الطبيعة، والتساؤل، والبحث، وهذه الغريزة هي التي قادت إلى التقدم العلمي والحضاري. ولكن في السياق الإسلامي، تم قمع هذه النزعة العقلية، مما أدى إلى حالة من الجمود الفكري والتراجع الحضاري. ويتوقع الكاتب أن الفرق الإسلامية غير السنية – كالإباضية والشيعة – قد يكون لها مستقبل فكري أكثر إشراقًا، لأنها احتفظت بشيء من التراث العقلي والفلسفي، بينما لا يرى مستقبلًا مماثلًا للفكر السني، مرجعًا ذلك إلى ما يسميه "منعطفات نهاية الحضارة"؛ وهي محطات تاريخية حاسمة تكرّس فيها تعطيل العقل وتقديس النصوص. ويعتقد أن المسلمين اليوم أمام خيارين: إما إعادة قراءة هذه المنعطفات التاريخية ومراجعتها نقديًا، أو الاستمرار في تقديسها، مما يعني انحدار الإسلام تدريجيًا إلى شكل بدائي من التدين.

#### 2. هل يمكن لشعب يحرم نفسه من الأفكار الحديثة ألا يرتكب انتحارًا ثقافيًا؟
يرى الكاتب أن هناك طريقتين تؤديان إلى "إغلاق العقل":
- الأولى: إنكار قدرة العقل على إدراك الحقيقة.
- الثانية: إنكار وجود حقيقة يمكن إدراكها أصلًا.

ويشير إلى أن هذا الانفصال بين العقل والحقيقة – أي بين الإنسان والله – لم يكن موجودًا في القرآن ذاته، بل نشأ في اللاهوت الإسلامي المبكر، وتحديدًا مع صعود المدرسة الحنبلية التي شددت على تعطيل العقل وتقديس النصوص واتباع السلف بشكل صارم. ويحمّل المؤلف شخصيات مثل الإمام الغزالي وابن تيمية مسؤولية ترسيخ هذا الاتجاه.
وفي المقابل، يشيد بكتابات ابن سينا الفلسفية وبمحاولات ابن رشد العقلانية، خاصة في كتابه تهافت التهافت، لإحياء النهج العقلي والفلسفي، إلا أن هيمنة تيار "النص والتبعية" آنذاك حالت دون نجاح مشروعه. ويؤكد الكاتب أن هذا الجمود هو جذر التطرف في المجتمعات السنية التي تُشكّل الأغلبية في العالم الإسلامي، بينما لا يظهر بنفس الحدة في الطوائف الأخرى التي أبقت على تقاليد عقلية وفلسفية أكثر انفتاحًا.

#### 3. ما سبب نشوء تيارات سنية متطرفة مثل تنظيم القاعدة بقيادة بن لادن؟
يُرجع الكاتب ذلك إلى تبني نظرية المؤامرة، حيث يلجأ كثير من المسلمين إلى إلقاء اللوم على الغرب أو الأقليات غير السنية في تفسير أسباب تخلفهم، بدلًا من النظر في الخلل الداخلي. ويرى أن هذا الفشل ليس نتيجة للإسلام كدين، بل نتيجة للانتحار الثقافي والعقلي الذي بدأ منذ ما يزيد على أحد عشر قرنًا. كما يلاحظ الكاتب أن هناك مفكرين مسلمون يدركون أسباب المشكلة ويعرفون الحل، لكنهم يفتقرون إلى الدعم الشعبي والسياسي، في ظل أنظمة استبدادية تُفضل الولاء والطاعة على النقد والإصلاح. ويستشهد الكاتب بقول المفكر الباكستاني فضل الرحمن: (إن شعبًا يحرم نفسه من الفلسفة، لا بد أن يحرم نفسه من الأفكار الحديثة، أو بالأحرى، يرتكب انتحارًا ثقافيًا) ويخلص إلى أن الإرهاب الإسلامي اليوم هو نتيجة مباشرة لإغلاق العقل المسلم الذي بدأ مع انتصار تيار أحمد بن حنبل، ونهاية المعتزلة، وصعود المدرسة الأشعرية. ويُحذّر من أن هذا الانغلاق لا يقتصر على الجانب الديني، بل يمنع نشوء نظم سياسية ديمقراطية، ويعيق التقدّم العلمي، رغم أن مبادئ مثل الشورى والدستورية موجودة في التراث الإسلامي ذاته؛ وأن وجود أفعال مشابهة في سيرة السلف والتراث الإسلامي، تُشجع هذه التيارات.

#### 4. ما هو الحل أمام المسلمين؟
يرى الكاتب أن السبيل للخروج من هذا المأزق هو إعادة الاعتبار للعقل، وإعادة قراءة التاريخ الإسلامي بصورة نقدية لا تقديسية، ويُحذّر من أن ثقافة إرجاع كل شيء إلى "إرادة الله" بدلاً من تحليل الأسباب الواقعية أو الثقافة التقديسية، تُعطل وظيفة العقل تمامًا. ويؤكد أن هيمنة منطق القوة على منطق العقل في العالم الإسلامي السني هو سبب رئيس في التراجع الحضاري.

## روابط خارجية
- مرات الظهور على سي-سبان